# Ankokuji Ekei
En aquest nom japonès, el cognom és Ankokuji.
Ankokuji Ekei (1539-1600) va ser un dàimio i samurai de la província d'Aki. Originalment va ser un monjo budista i posteriorment va servir sota les ordres de Toyotomi Hideyoshi, pel que va prendre part en les invasions japoneses de Corea (1592-1598). Durant la batalla de Sekigahara Ekei va donar suport al bàndol d'Ishida Mitsunari, que s'oposava a la figura de Tokugawa Ieyasu. Després de la derrota Ekei va intentar escapar però va ser capturat junt amb Mitsunari i Konishi Yukinaga. Els tres van ser portats fins a Kioto on van ser decapitats.
Ekei no va tenir descendents.